# Maestro di San Gaggio
Grifo di Tancredi (documentato dal 1271 al 1303) è stato un pittore fiorentino medioevale.

## Biografia
Estremamente scarse sono le notizie circa le vicende biografiche di Grifo di Tancredi: citato una prima volta nel 1271 dove, insieme a un suo concittadino e collega pittore, tal Filippo di Jacopo, affittava una bottega a Volterra (consentendo di ipotizzare, ancorché in maniera approssimativa, la sua data di nascita attorno al 1240); nel 1295 un atto notarile ci attesta che abbia assunto un apprendista nella sua bottega e Grifo, infatti, viene ricordato come matricolato in un registro di pittori fiorentini stilato tra il 1297 e il 1312. Ultima sua attestazione tuttora nota risale al 30 settembre 1303, quando riceve un pagamento per un suo affresco realizzato a Palazzo Vecchio celebrante la mancata presa del castello di Pulicciano da parte dei guelfi bianchi. È inoltre possibile la sua identificazione col "Grifa Tancredi" che nel 1281 venne ricompensato a Perugia per dei lavori pittorici sulla Fontana Maggiore. Verosimilmente da escludere che il Grifo del fu Tancredi da Montegonzi in Chianti, ricordato nel 1328, fosse la stessa persona.

## Personalità artistica
Conosciuto un tempo col nome di Maestro di San Gaggio, denominazione tratta da una tavola proveniente dalla chiesa di San Gaggio, ora conservata nell'Accademia di Firenze, fu riconosciuto per primo dal Longhi come personalità artistica unitaria, il quale ha ricostruito una serie di opere che qualificano il loro autore come una delle personalità più vive del panorama fiorentino contemporaneo a Giotto. Il maestro si formò nell'ambito del Maestro della Maddalena, come è testimoniato dal dossale ora conservato a San Diego, per poi seguire i nuovi orientamenti di Cimabue, con nuove innovazioni sia formali che illustrative, come testimoniato dalle tavole ora a Berlino ed il dossale del Bode Museum di Berlino. 
La decifrazione dell'identità di questo pittore precedentemente anonimo è stata fornita da Boskovits, il quale ha interpretato in maniera convincente una iscrizione frammentaria a firma di una delle opere del suo corpus, riuscendo a leggervi H(oc) op(us) q(uod) fec(it) m(agister) Gri(fus) Fl(orentinus), ovvero Quest'opera l'ha fatta il maestro Grifo, fiorentino.

## Opere
- Altarolo/Dossale con Storie della Passione frammentario, 1275-80, cui appartenevano
  - Deposizione dalla Croce, Rijksmuseum, Amsterdam
  - Seppellimento di Cristo, Rijksmuseum, Amsterdam
  - Derisione e Andata al Calvario, già collezione Harris, Londra (attribuzione incerta)
- Cristo benedicente fra i ss. Pietro e Giacomo Maggiore, Giovanni Battista e Orsola[1](?), polittico, 1285 circa, già nella raccolta  Artaud de Montor, ora diviso tra National Gallery, Washington (col Cristo, San Pietro e San Giacomo separati in tre parti differenti) e Musée Benoît-Molin, Chambéry (San Giovanni Battista)
- Madonna col Bambino, quattro santi e due Storie della Passione, 1285 circa, Gemäldegalerie, Berlino
- Cofanetto dipinto, 1285 circa, già collezione Odescalchi, ora collezione privata
- Santi della Tebaide con Cristo benedicente fra sei angeli e Scene della Passione con tre angeli, 1290 circa, Scottish National Gallery, Edimburgo
- Dossale con dodici Storie della Passione, 1295 circa, Timken Art Gallery, San Diego, eseguito in collaborazione col Maestro della Maddalena
- Tabernacolo, 1300 circa, ora scomposto e formato da
  - Madonna con il Bambino tra s. Paolo, una santa e nove storie della Passione di Cristo, Christ Church Gallery, Oxford
  - Una santa e nove storie di Cristo, già collezione Sessa, Milano, ora collezione privata
  - S. Pietro e nove storie di Cristo, già collezione Sessa, Milano, ora collezione privata
- Madonna col Bambino in trono e quattro santi, 1300 circa, Galleria dell'Accademia, Firenze, già nella chiesa di San Gaggio, poi nella collezione del conte di Crawford e Balcarres, Londra
- Madonna col Bambino in trono e quattro Storie della Passione di Cristo, 1300-1305, Bodemuseum, Berlino
- Madonna con Bambino in trono tra due angeli, San Francesco e San Domenico con quattro Storie della Passione, 1300-1305, già collezione Agnew, Londra, ora collezione privata
- Storie di s. Caterina d'Alessandria, affreschi, Cappella di S. Giacomo, Castelpulci
- Madonna col Bambino in trono fra i ss. Pietro e Giovanni Battista con Santo vescovo con il donatore genuflesso e Crocifissione, 1290-1300 circa, Brooks Memorial Art Gallery, Memphis
- Madonna con Bambino in trono tra quattro angeli, Santa Maddalena, San Francesco con Crocifissione e due Storie della Passione, 1305 circa, Museo Bandini, Fiesole
- Cassetta dipinta con dieci sante vergini martiri, Vir dolorum, Vergine e S. Giovanni dolenti e S. Elena/Sant'Orsola, 1285/1307, collezione Alana, Newark

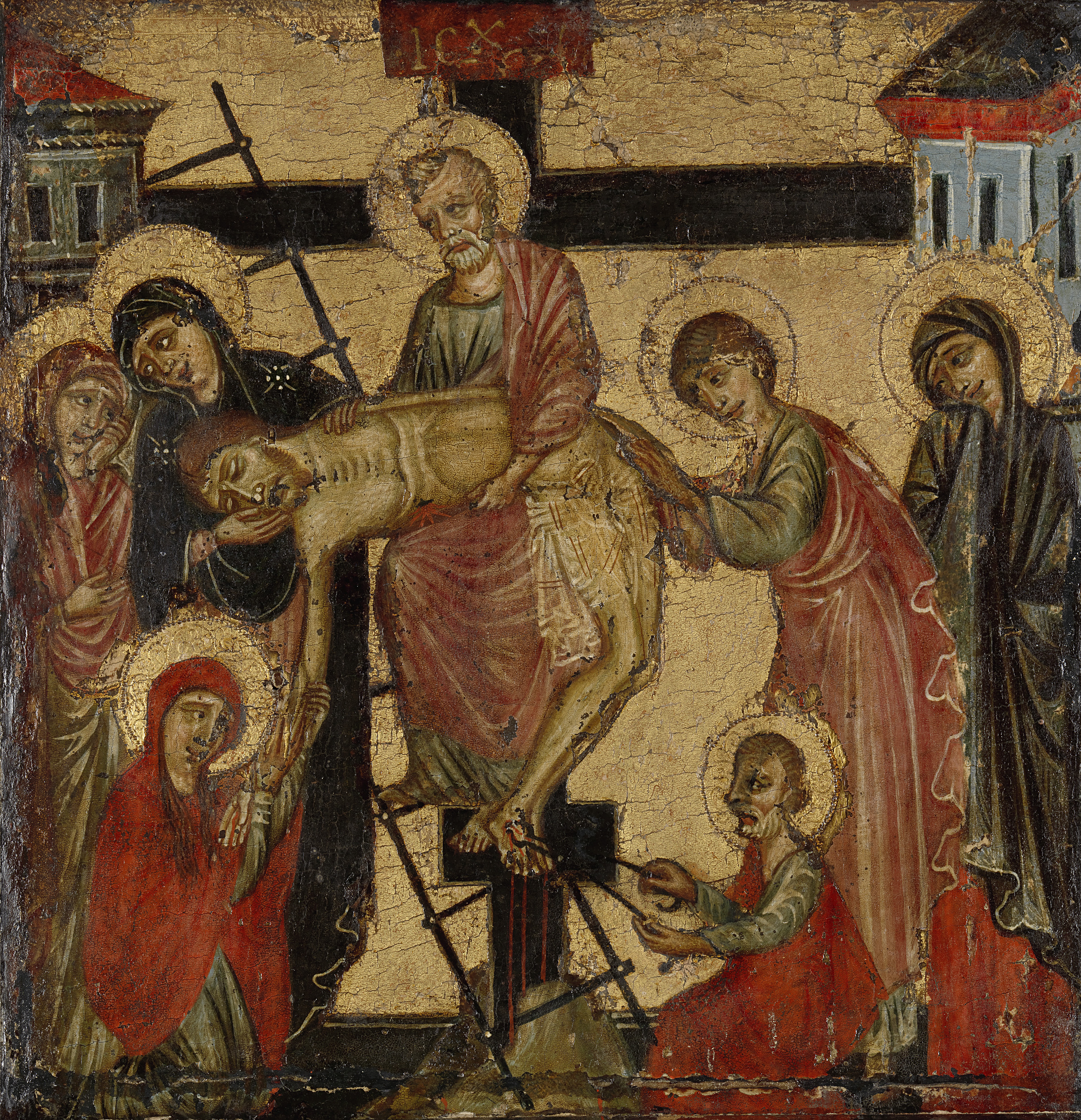
Deposizione dalla Croce, Amsterdam, Rijksmuseum
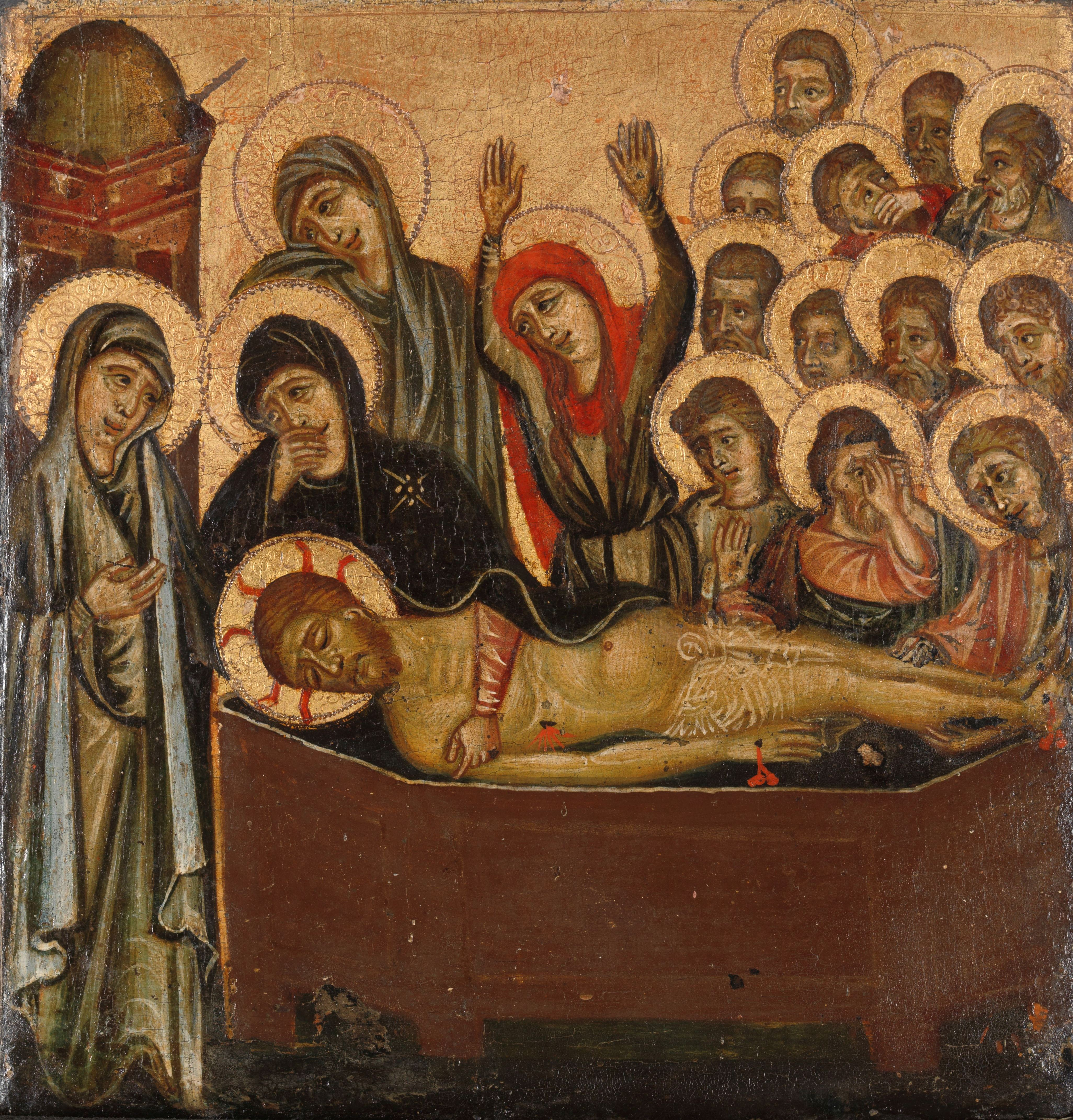
Seppellimento di cristo, Amsterdam, Rijksmuseum
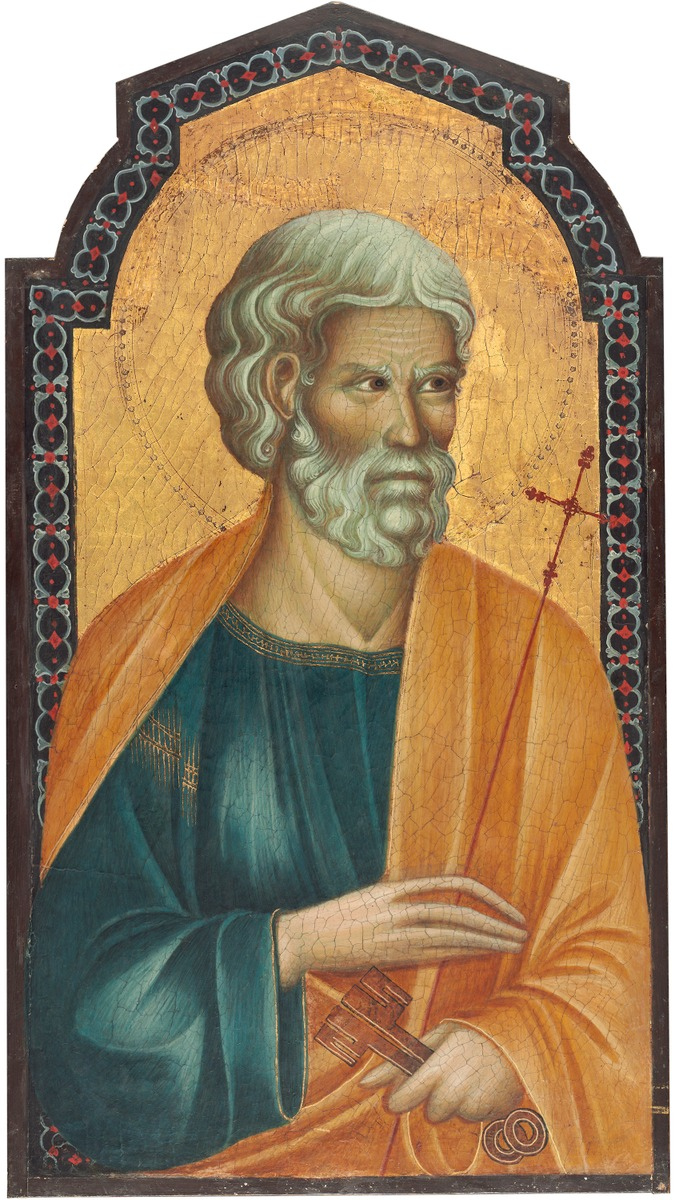
San Pietro, Washington, National Gallery of Art
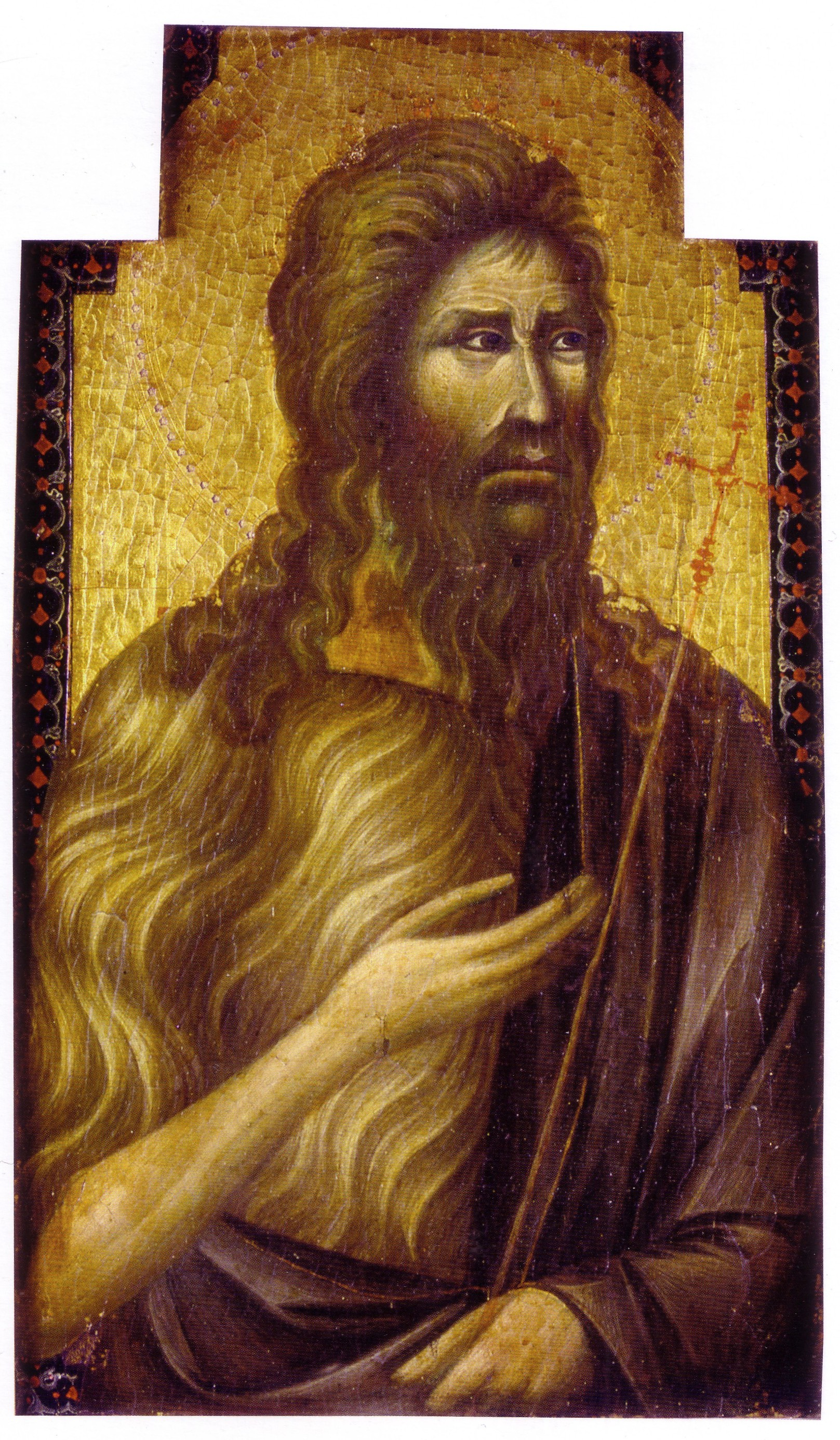
San Giovanni Battista, Chambery, Musée des beaux-arts
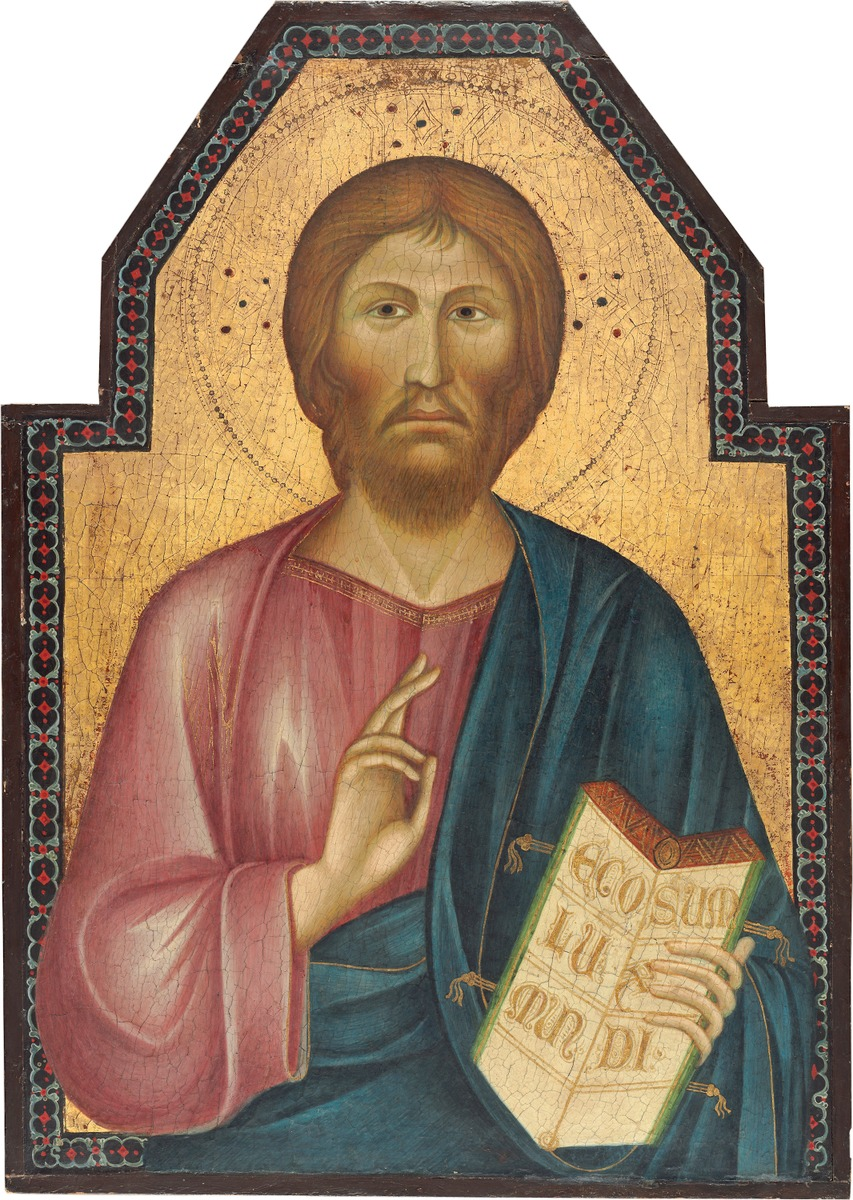
Cristo benedicente, Washington, National Gallery of Art
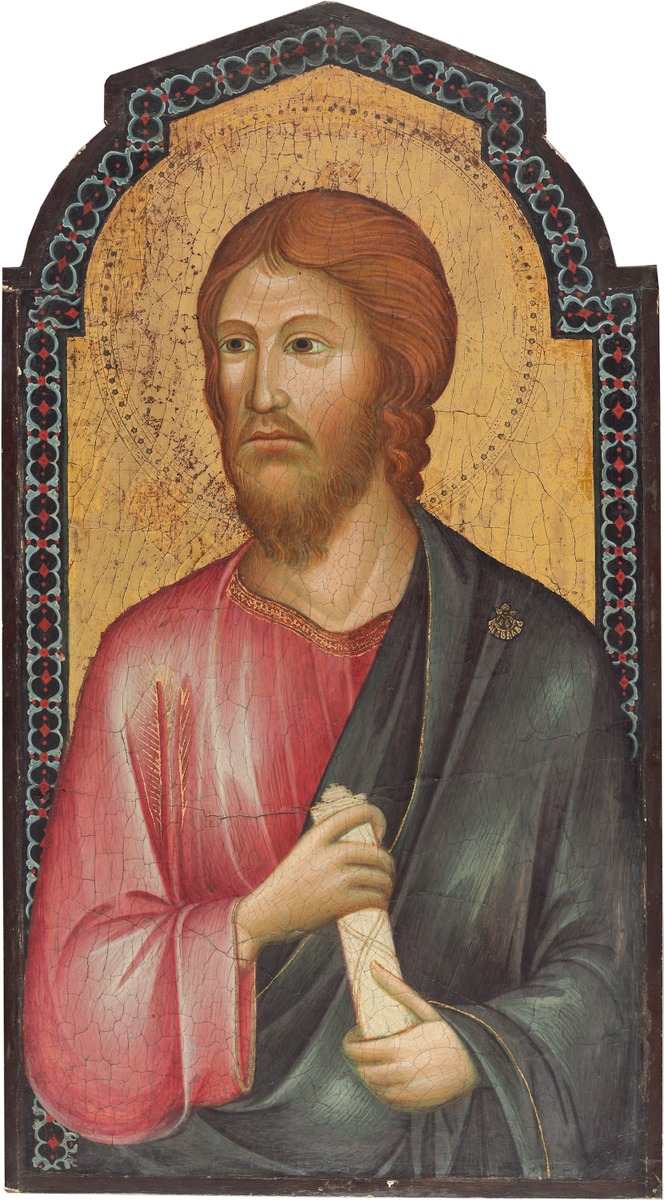
San Giacomo il Maggiore, Washington, National Gallery of Art
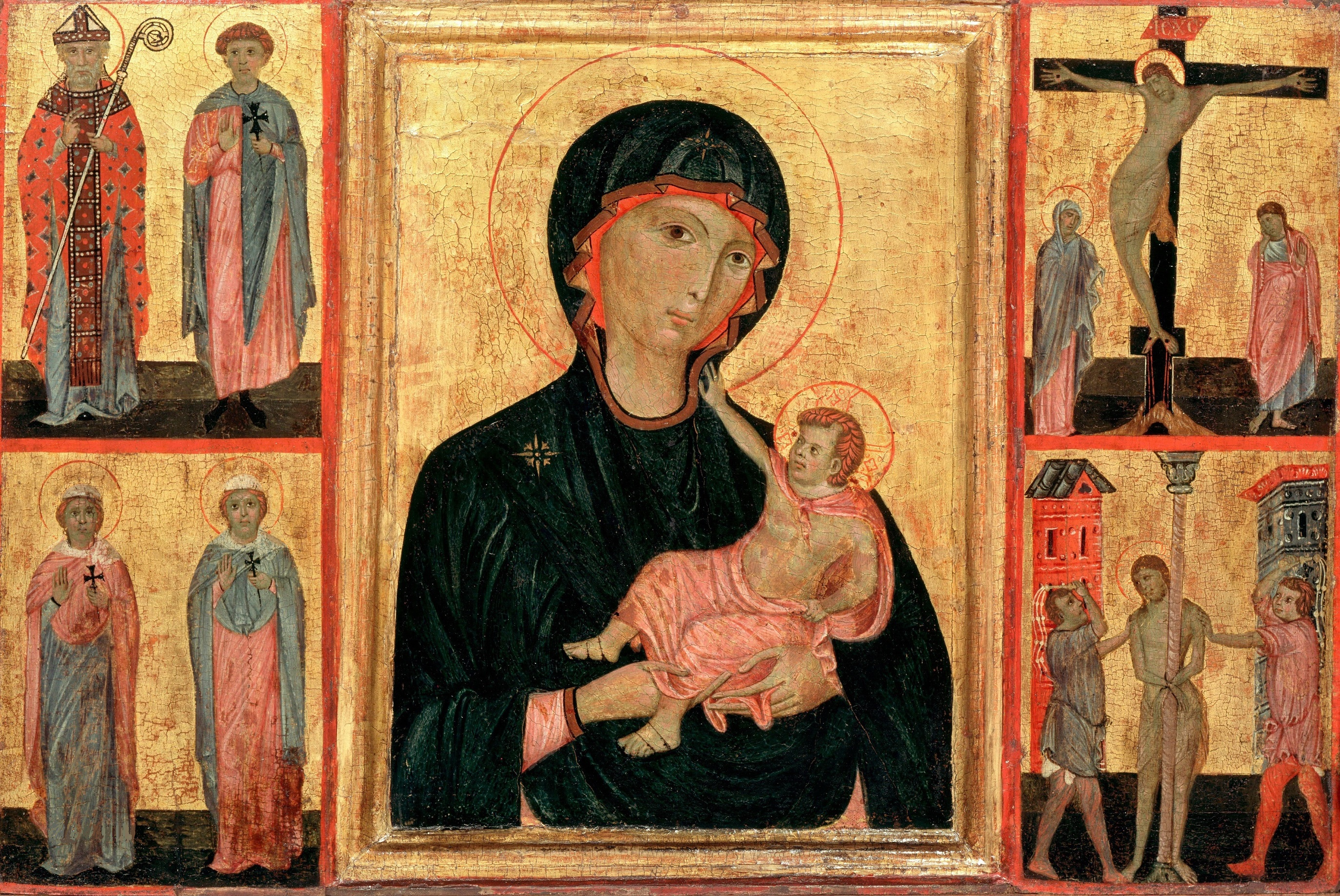
Madonna col Bambino, quattro santi e due Storie della Passione di Cristo
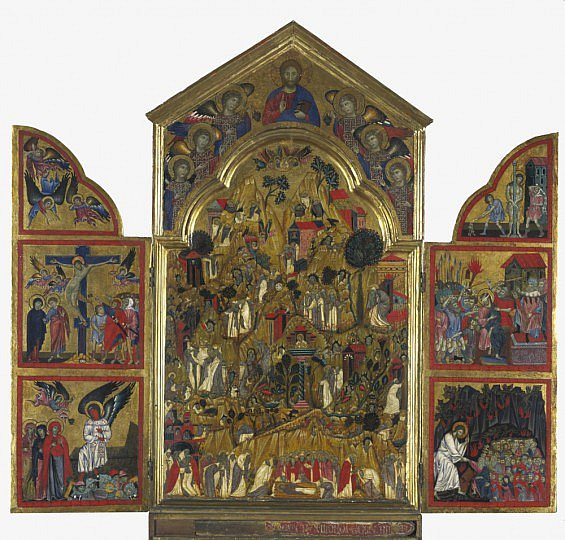
Santi della Tebaide con Cristo benedicente fra sei angeli e Scene della Passione con tre angeli National Gallery of Scotland, Edimburgo.
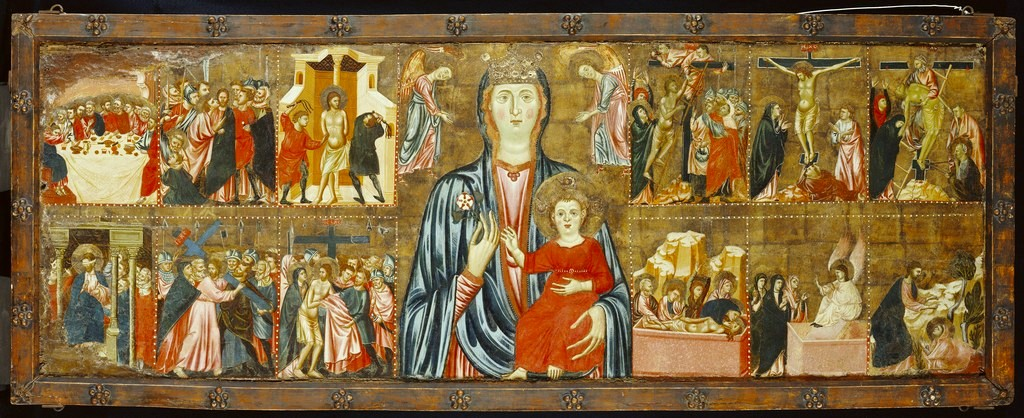
Dossale con dodici Storie della Passione
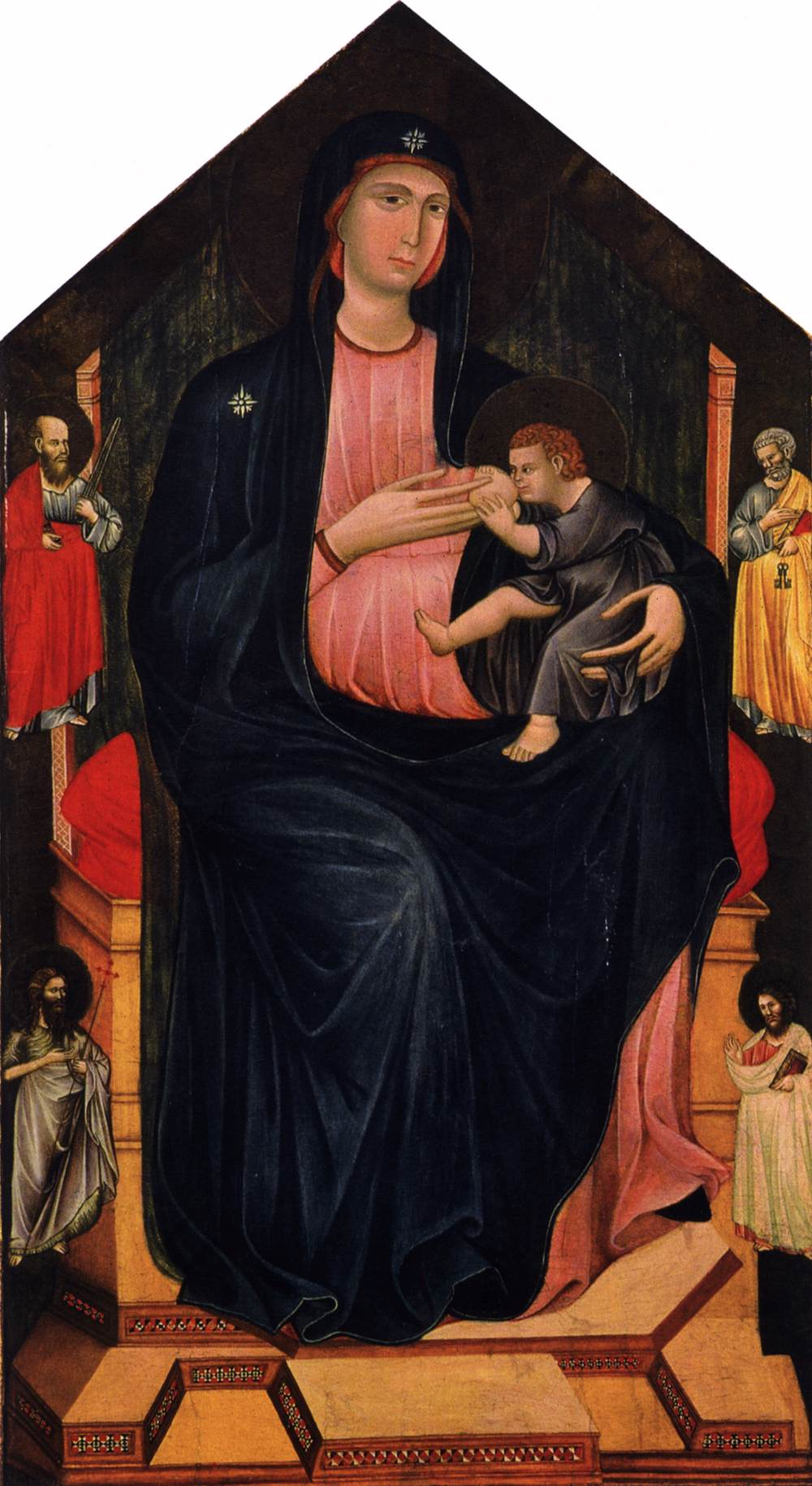
Madonna col Bambino in trono e quattro santi, Galleria dell'Accademia, Firenze
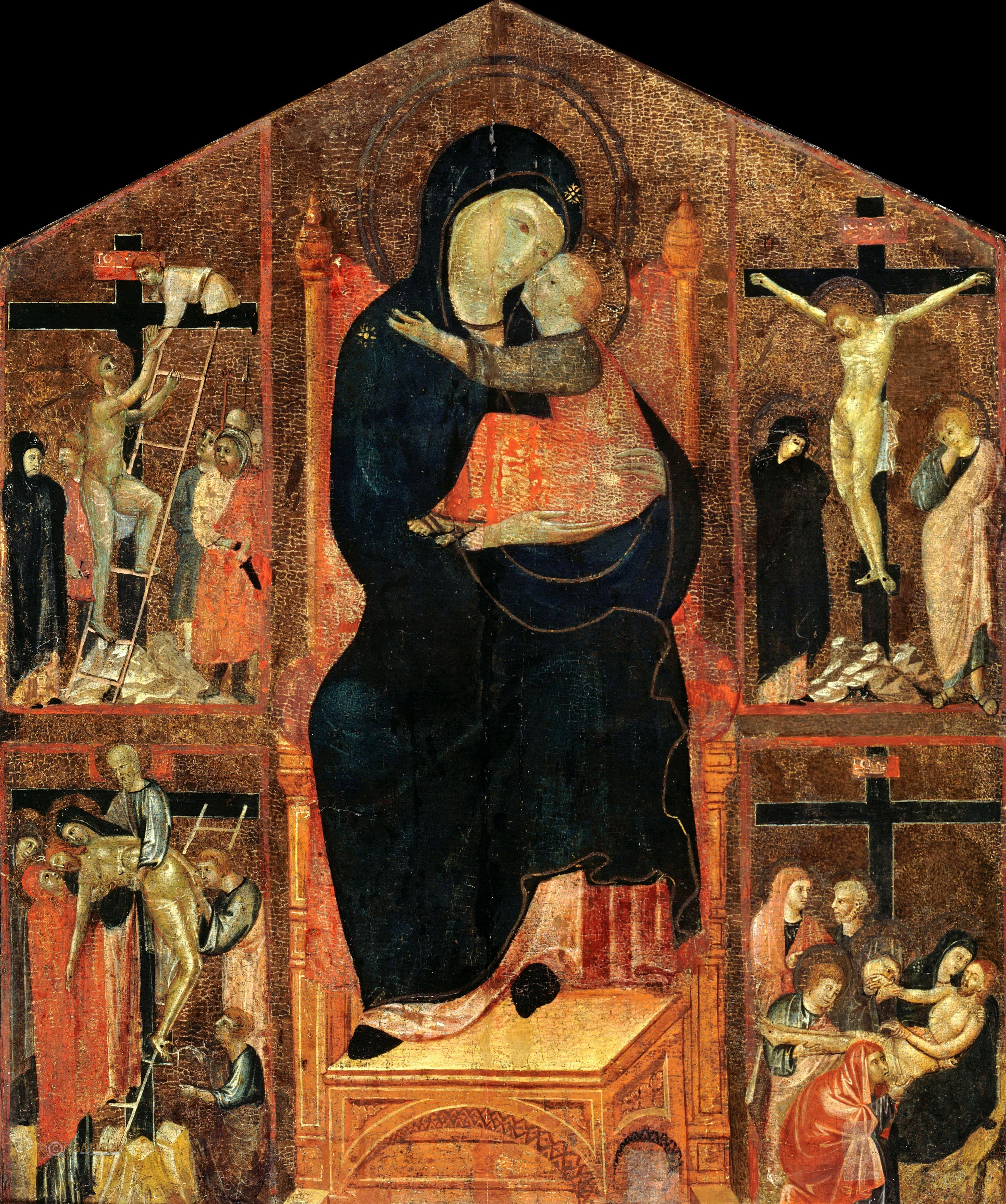
Madonna col Bambino in trono e quattro Storie della Passione di Cristo, Bodemuseum, Berlino
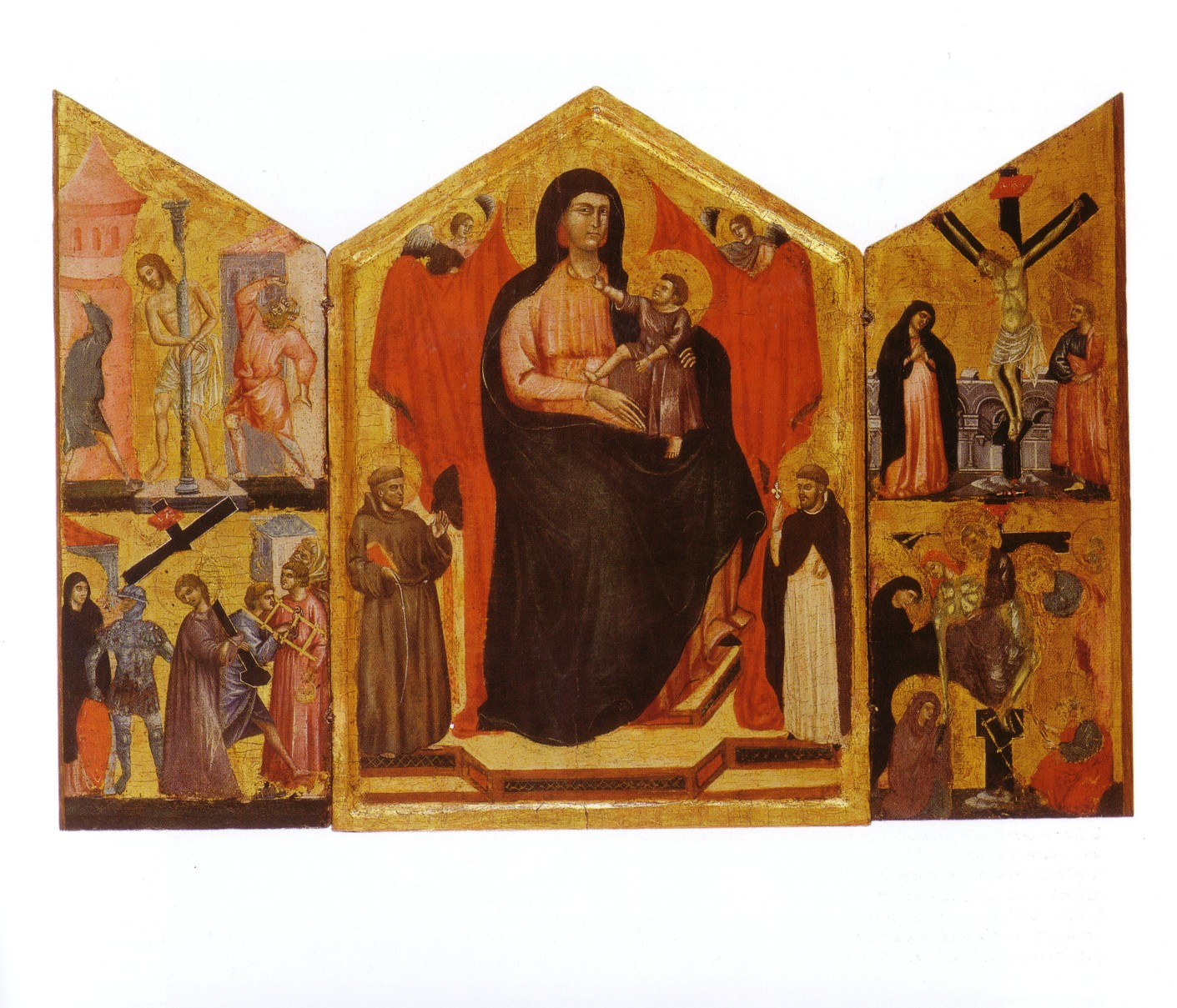
Madonna con Bambino in trono tra due angeli, San Francesco e San Domenico con quattro Storie della Passione, collezione privata
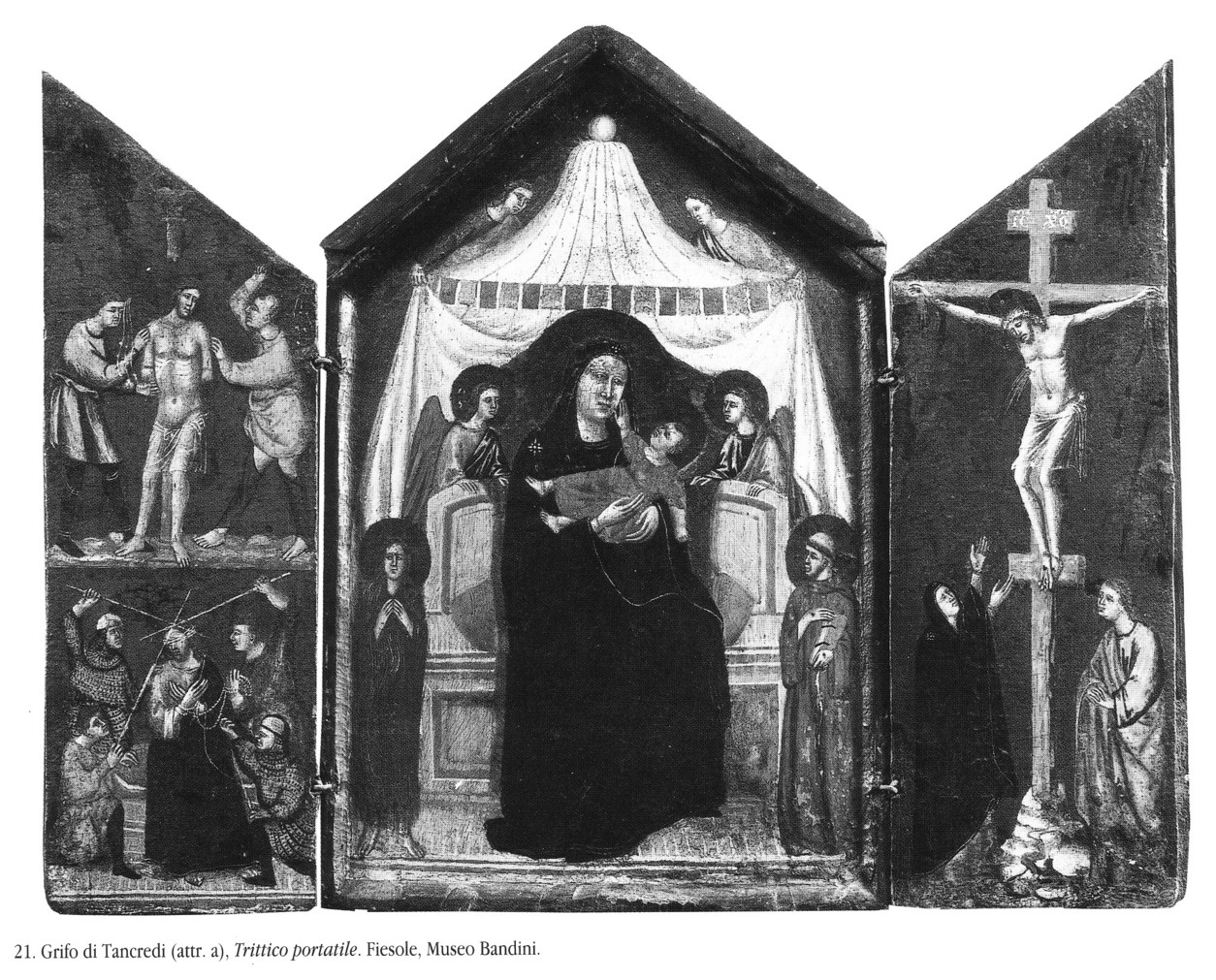
Madonna con Bambino in trono tra quattro angeli, Santa Maddalena, San Francesco con Crocifissione e due Storie della Passione, Museo Bandini, Fiesole
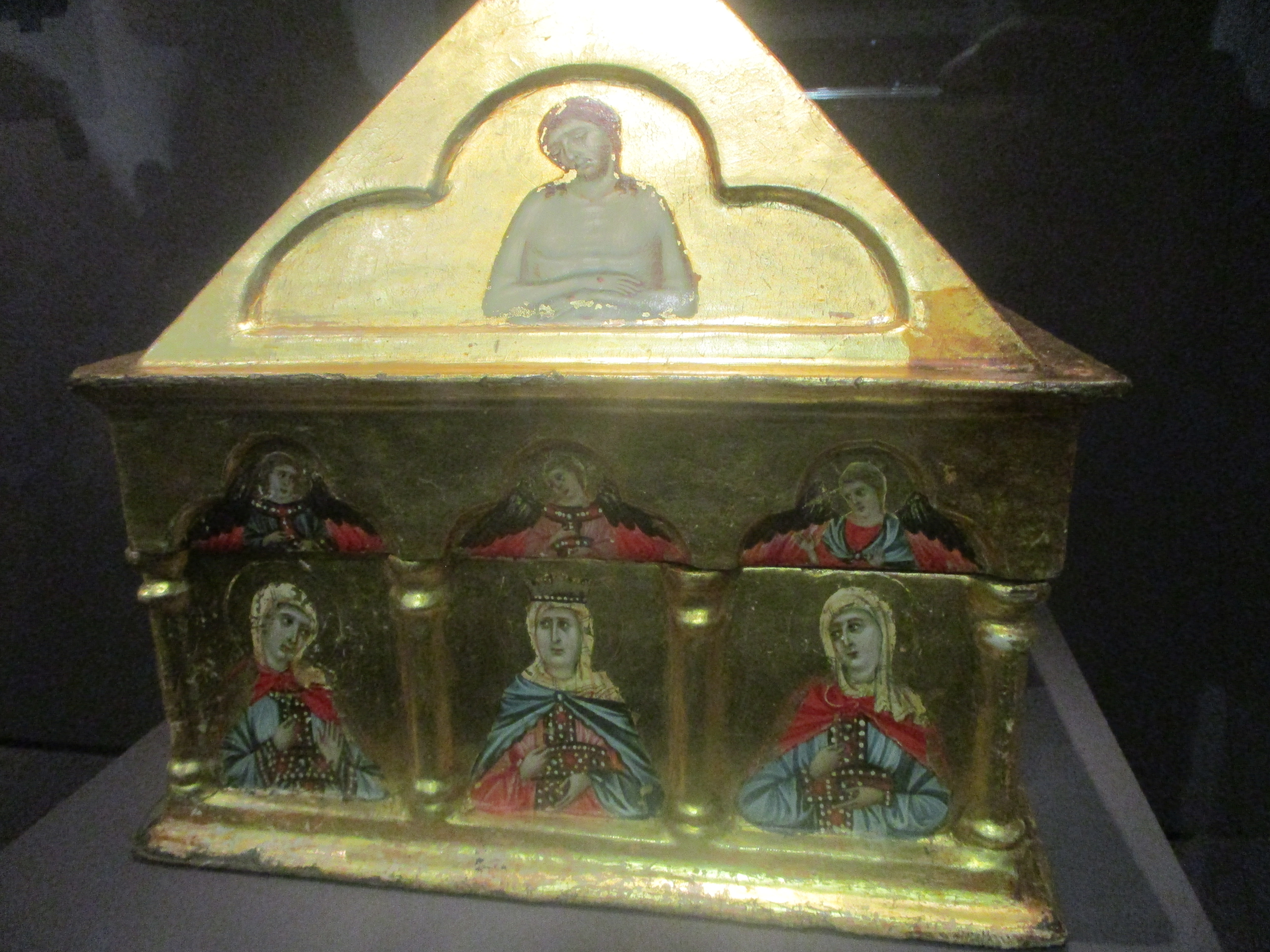
Cassetta dipinta con dieci sante vergini martiri, Vir dolorum, Vergine e S. Giovanni dolenti e S. Elena/Sant'Orsola, collezione Alana, Newark